# Abelardo González
Ángel Abelardo González Bernardo (Sotrondio, Asturias, 3 de septiembre de 1944 - Valencia, 5 de mayo de 2021), fue un futbolista español que jugaba de portero.

## Trayectoria
Empezó jugando en el Unión de El Entrego y el U. P. Langreo. En 1965 llegó al Valencia C. F. para ser suplente de Pesudo, al que le acabó quitando el puesto con la llegada de Alfredo Di Stéfano al banquillo. Fue su mejor momento deportivo ya que consiguió el Trofeo Zamora —al encajar diecinueve goles en treinta partidos y mantenerse imbatido durante siete encuentros consecutivos— y ganó la Liga. Sus actuaciones lo llevaron a ser convocado por la selección española, aunque siempre estuvo a la sombra de Iribar. Con altibajos, finalmente en 1974 el Valencia le dio la baja afectado por una lesión y emprendió una nueva aventura en el Real Sporting de Gijón, donde permaneció dos temporadas. Una vez retirado volvió a Valencia, donde ubicó su residencia, y desempeñó durante un tiempo la función de preparador de porteros del Valencia Club de Fútbol.

## Clubes
| Club                   | País   | Año       |
| ---------------------- | ------ | --------- |
| Unión de El Entrego    | España | 1962-1963 |
| U. P. Langreo          | España | 1963-1965 |
| Valencia C. F.         | España | 1965-1974 |
| Real Sporting de Gijón | España | 1974-1976 |

## Palmarés

### Campeonatos nacionales
| Título        | Club           | País   | Año  |
| ------------- | -------------- | ------ | ---- |
| Copa del Rey  | Valencia C. F. | España | 1967 |
| Liga española | Valencia C. F. | España | 1971 |

### Distinciones individuales
| Distinción    | Año  |
| ------------- | ---- |
| Trofeo Zamora | 1971 |